# Diprotodontia
Diprotodontia er en stor orden af pungdyr med omkring 130 arter fra Australien, Ny Guinea og andre øer i Sydøstasien og Oceanien. Gruppen indbefatter blandt andet kænguruer, koala og vombat. I underkæben findes to store fortænder. De fleste arter er planteædere. På dansk anvendes derfor undertiden navnet planteæderpungdyr om ordenen.

## Beskrivelse
Arterne i ordenen adskiller sig fra andre pungdyr ved tænderne og ved fodens knogler. Det videnskabelige navn Diprotodontia betyder "to fortænder" (græsk: διπρωτός diprotos, "to foran" og οδοντος odontos "tænder"). Det sigter til, at to store fortænder er dominerende i underkæben. I underkæben kan desuden findes yderligere et par mindre fortænder. I overkæben har de oftest 6 fortænder (med undtagelse af familien vombatter). Den anden og tredje tå på baglemmerne er sædvanligvis sammenvoksede.
Af de nulevende arter findes de mindste i familien fjerhalepungmus (Acrobatidae) med en vægt mindre end 15 gram. Den største art, rød kæmpekænguru, kan veje op til 90 kg. Uddøde medlemmer af ordenen som slægten Diprotodon nåede endda en vægt på 2.800 kg.
I familierne klatrepungdyr, snohalepungegern og dværgflyvepungegern findes arter med flyvehud.

## Klassifikation
Ordenen opdeles i følge Wilson & Reeder (2005) i tre underordener med i alt 11 familier.
- Macropodiformes
  - Hypsiprymnodontidae (moskuspungdyr, 1 art)
  - Potoroidae (kængururotter eller rottekænguruer, 10 arter)
  - Macropodidae (kænguruer, 61 arter)
- Phalangeriformes
  - Burramyidae (dværgpungsyvsovere eller dværgpossummer, 5 arter)
  - Phalangeridae (pungaber, 26 arter)
  - Petauridae (klatrepungdyr, 11 arter)
  - Pseudocheiridae (snohalepungegern eller snohalepossummer, 17 arter)
  - Acrobatidae (dværgflyvepungegern eller fjerhalepungmus, 2 arter)
  - Tarsipedidae (snabelpungdyr eller honningpungdyr, 1 art)
- Vombatiformes
  - Phascolarctidae (pungbjørne, 1 art)
  - Vombatidae (vombatter, 3 arter)